# روس ماكلين
روس ماكلين (بالإنجليزية: Ross MacLean) هو لاعب كرة قدم بريطاني في مركز الوسط، ولد في 13 مارس 1997 في بلزهيل ‏ في المملكة المتحدة. لعب مع نادي ماذرويل.

## وصلات خارجية
- روس ماكلين على موقع قاعدة بيانات كرة القدم.إي يو (الإنجليزية)
- روس ماكلين على موقع Soccerbase.com (لاعب) (الإنجليزية)
- روس ماكلين على موقع Soccerway.com (الإنجليزية)
- روس ماكلين على موقع عالم كرة القدم.نت (الإنجليزية)